# Barbara van Brandenburg (1464-1515)
Barbara van Brandenburg (Ansbach, 30 mei 1464 - aldaar, 4 september 1515) was van 1472 tot 1476 hertogin van Glogau en van 1476 tot 1490 koningin-gemalin van Bohemen. Ze behoorde tot het huis Hohenzollern.

## Levensloop
Barbara was een dochter van keurvorst Albrecht Achilles van Brandenburg en diens tweede echtgenote Anna van Saksen, dochter van keurvorst Frederik II van Saksen. 
Op 11 oktober 1472 huwde ze in Berlijn op amper achtjarige leeftijd met hertog Hendrik XI van Glogau, die 33 jaar ouder dan haar was. Het huwelijkscontract stipuleerde dat als Hendrik zonder nakomelingen zou sterven het hertogdom Glogau naar Barbara zou gaan. In februari 1476 stierf Hendrik XI plotseling, vermoedelijk vergiftigd door Brandenburgse agenten. Barbara erfde de hertogdommen Glogau, Crossen an der Oder en Freystadt, maar er brak een lange successieoorlog uit. De erfopvolging werd geclaimd door hertog Jan II van Sagan, koning Wladislaus II van Bohemen en tegenkoning Matthias Corvinus van Bohemen. Onmiddellijk na de dood van Hendrik XI liet Barbara's vader Albrecht Achilles het hertogdom Glogau bezetten door Brandenburgse troepen onder het commando van zijn zoon Johan Cicero. Otto von Schenk werd aangesteld als provinciaal administrator van deze gebieden. 
Op 20 augustus 1476 huwde Barbara in Frankfurt an der Oder met koning Wladislaus II van Bohemen. Het was een huwelijk met de handschoen, waarbij hertog Hendrik van Münsterberg-Oels als bruidegom fungeerde. Wladislaus' rivaal Matthias Corvinus stuurde daarop een leger naar hertog Jan II van Sagan om het hertogdom Glogau in te nemen, maar in oktober 1478 werden ze bij Crossen an der Oder verslagen door de troepen van Johan Cicero. Aan het einde van de successieoorlog ging het hertogdom Glogau grotendeels naar Jan II, terwijl de steden Bobersberg, Züllichau en Sommerfeld toegevoegd werden aan het keurvorstendom Brandenburg. 
Door de oorlog kon Barbara niet naar Bohemen reizen om persoonlijk te huwen met Wladislaus II en om tot koningin gekroond te worden. Koning Wladislaus II kwam hierdoor tot het besluit dat het niet-geconsummeerde en enkel juridische huwelijk met Barbara nutteloos was en hij begon te pleiten voor een wettige scheiding. Dit maakte Albrecht Achilles, die de huwelijksband met Wladislaus II wilde behouden, woedend en hij bood zijn tienjarige dochter Dorothea aan als bruid als Wladislaus Barbara niet meer zou willen. Koning Wladislaus II weigerde echter een akkoord te sluiten met het huis Hohenzollern, maar hij bleef wettelijk gehuwd met Barbara, hoewel hij haar nooit ontmoette. 
Na het overlijden van Matthias Corvinus in 1490 werd Wladislaus II eveneens koning van Hongarije. Om hiervoor meer steun te krijgen, huwde hij op 4 oktober in het geheim met Corvinus' weduwe Beatrix van Napels. Toen het huwelijk publiek werd gemaakt, leidde dit tot een schandaal omdat Wladislaus II zich in feite schuldig maakte aan bigamie. Deze situatie bleef tien jaar duren, een periode waarin Wladislaus II steeds wanhopiger werd omdat Beatrix niet in staat was om een erfgenaam te produceren.
Ondertussen streed Barbara voor een scheiding van Wladislaus, omdat ze zich in 1493 stiekem had verloofd met de Franconische ridder Conrad von Heineck. Haar familie was het daar niet mee eens en als straf voor haar onafhankelijk gedrag werd ze opgesloten in het kasteel Plassenburg totdat Conrad de verloving verbrak. Vijf jaar later, op 7 april 1500, ontbond paus Alexander VI de twee huwelijken van Wladislaus II. In 1502 hertrouwde Wladislaus met Anna van Foix-Candale, die hem wel de nodige erfgenamen kon baren. 
Barbara bleef waarschijnlijk in het kasteel Plassenburg wonen, zonder domeinen en zonder inkomen. In september 1515 stierf ze op 51-jarige leeftijd in haar geboorteplaats Ansbach. Barbara werd bijgezet in de Abdij van Heilsbronn.